# Astragalus beckerianus
Astragalus beckerianus är en ärtväxtart som beskrevs av Ernst Rudolf von Trautvetter. Astragalus beckerianus ingår i släktet vedlar, och familjen ärtväxter. Inga underarter finns listade i Catalogue of Life.